# Isodactylactis praecox
Espèce
Isodactylactis praecox est une espèce de cnidaires anthozoaires de la famille des Cerianthidae.

## Systématique
Le nom valide complet (avec auteur) de ce taxon est Isodactylactis praecox (Senna, 1907).
L'espèce a été initialement classée dans le genre Dactylactis sous le protonyme Dactylactis praecox Senna, 1907.
Isodactylactis praecox a pour synonyme :
- Dactylactis praecox Senna, 1907

## Publication originale
- (it) A. Senna, 1907, « Nuove larve pelagiche di Ceriantidi e di Zoantidi », Monitore Zoologico Italiano, vol. 18, p. 96-102 (lire en ligne).